# Стелла Гринюк
Сте́лла Гриню́к (нар. 1939, Брендон, Манітоба) — канадський історик українського походження, професор історії Манітобського університету, дослідник першої хвилі еміграції українців-галичан у Канаді в ранніх 1900-х роках та сіл у Галичині, з яких ті ж селяни емігрували. 

## Біографія
Батько Стелли -  Вальтер Міхалчишин. Українець за походженям, але будучи маленьким хлопчиком емігрував разом з батьками(Джорджем і Катериною Міхалчишинами) до Канади. Сім'я оселилась в Манітобі, в місті Брендоні. В 1939 році у Вальтера народилась донька - Стелла.  Іще в дитинстві,  батьки прищепили їй любов до української спадщини. З юних років Стелла хотіла дізнатись більше про своє українське коріння.
В Брендоні вона отримала початку та середню освіту. Згодом вступила до Манітобського університету. У 1971 отримала ступінь бакалавра, а у 1974- магістра. Докторську дисертацію написала у 1985, присвятивши її українському селянському товариству у Східній Галичині. З 1978 вона працювала викладачем в Університеті Манітоби на кафедрах історії, освіти, німецької та славістики. У 1997 році  стала офіцером міжнародного зв'язку в Університеті Манітоби , і допомогла студентам з іноземних країн закріпитися в Університеті.
Стелла Гринюк виступила з багатьма лекціями та презентаціями про мультикультуралізм та історію України, за що отримала премію Університету Манітоби за програму Outreach та Dr, & Mrs. Campbell Outreach у 1991 році.  Того ж 1991 отримала нагороду за передовий досвід.
Для подальшого навчання Стелла   багато подорожувала Україною, Польщею, Бразилією. Згодом за своє широке дослідження, отримала багато грантів від уряду Канади та різних українських установ та організацій. 
Стелла Гринюк написала п’ять книг:
- Селяни з обіцянкою: українці південно-східної Галичини, 1880-1900 (1991);
- Українці Канади: переговори про ідентичність;
- Земля, яку вони залишили: українці Канади на батьківщині (зі співавтором Й. Пікініцький);
- Дім Святого Сімейства: перші 50 років;
- Знову молитися як католик: оновлення католицизму в Західній Україні;

Вона також опублікувала численні статті та рецензії, багато з яких у співавторстві з  Фредом Стембруком,  Р. Єренюком,  Л. Луцюком та Дж. Пікініцкі.
Стелла Гринюк входить до складу багатьох комітетів: 
- Канадської асоціації славістів;
- Канадська конференція з українознавства;
- Український культурно-освітній центр, Вінніпег;
- Український професійно-діловий клуб, Вінніпег;[2]

## Стелла та Україна
Гринюк є видатним діячем  у розбудові нових галузей української та українсько-канадської історії . Є однією з перших жінок-істориків , серед переважно  американських науковців чоловіків. 
Як спеціаліст з історії Галичини,  кидає виклик стереотипам про перших українських іммігрантів до Канади. Вона показала українців як зав'ятливих працівників , а не відсталими та пригнобленими людьми, яких зображує література.
На її  роботи з цих тем продовжують посилатися вчені в Україні та за кордоном. За свої досягнення вона була нагороджена двома нагородами факультету – «За відмінність у дослідженні» та «За інформаційну діяльність».
Після 1991 року, Стелла  підтримувала демократичний розвиток України. Заснувала  Український вчительський інститут Манітоби для викладачів, студентів і культурних обмінів, а також для доставки підручників в Україну.
Стелла Гринюк активно виступає за позитивну українську ідентичність в Канаді. 
Своїми роботами вона залишить вагомий внесок майбутнім поколінням. 